# Tirreno-Adriático de 2020
A 55.º edição do Tirreno-Adriático desenvolveu-se de 7 a 14 de setembro de 2020 na Itália. após ter sido adiada devido à pandemia de COVID-19. A corrida faz parte do calendário UCI World Tour de 2020 em categoria 2.uwT. Esta edição foi vencida pelo britânico Simon Yates.

## Apresentação

### Percorrido
A corrida tem início em Lido di Camaiore e termina em San Benedetto del Tronto na um percurso total de 1138,1 quilómetros. A corrida era composta de oito etapas dividido em quatro etapas planas, duas em media montanha, uma etapa de montanha, e uma contrarrelógio individual.

## Equipas participantes
Tomaram parte na carreira 25 equipas: 19 de categoria UCI WorldTeam e 6 de categoria UCI ProTeam. Formaram assim um pelotão de XXX ciclistas dos que acabaram XXX. As equipas participantes foram:
| Equipes WorldTeam (19)- AG2R La Mondiale - Astana - Bahrain McLaren - Bora-Hansgrohe - CCC Team - Cofidis - Deceuninck-Quick Step - EF Pro Cycling - Groupama-FDJ - Israel Start-Up Nation - Lotto Soudal - Mitchelton-Scott - Movistar Team - NTT Pro Cycling - Ineos Grenadiers - Jumbo-Visma - Team Sunweb - Trek-Segafredo - UAE Team Emirates Equipes ProTeam (6)- Total Direct Énergie - Androni Giocattoli-Sidermec - Bardiani CSF Faizanè - Gazprom-RusVelo - Alpecin-Fenix - Vini Zabù-KTM |
| |

## Etapas
| Etapa | Data    | Percurso                                            | type                      | Distância (km) | Vencedor             | Líder geral      |
| ----- | ------- | --------------------------------------------------- | ------------------------- | -------------- | -------------------- | ---------------- |
| 1     | 7 set.  | Lido di Camaiore – Lido di Camaiore                 | etapa plana               | 134            | Pascal Ackermann     | Pascal Ackermann |
| 2     | 8 set.  | Camaiore – Follonica                                | etapa plana               | 198            | Pascal Ackermann     | Pascal Ackermann |
| 3     | 9 set.  | Follonica – Saturnia                                | média montanha            | 217            | Michael Woods        | Michael Woods    |
| 4     | 10 set. | Terni – Cássia                                      | alta montanha             | 194            | Lucas Hamilton       | Michael Woods    |
| 5     | 11 set. | Nórcia – Sassotetto                                 | alta montanha             | 202            | Simon Yates          | Simon Yates      |
| 6     | 12 set. | Castelfidardo – Senigallia                          | etapa plana               | 171            | Tim Merlier          | Simon Yates      |
| 7     | 13 set. | Pieve Torina – Loreto                               | etapa escarpada           | 181            | Mathieu van der Poel | Simon Yates      |
| 8     | 14 set. | San Benedetto del Tronto – San Benedetto del Tronto | contrarrelógio individual | 10,1           | Filippo Ganna        | Simon Yates      |

## Desenvolvimento da carreira

### 1.ª etapa
| Lido di Camaiore - Lido di Camaiore | etapa plana | (134 km) |

| \| Classificação por etapas \| Classificação por etapas \| Classificação por etapas \| Classificação por etapas \| Classificação por etapas \| \| Ciclista \| Ciclista \| Equipe \| Tempo \| \| \| ------------------------ \| ------------------------ \| ------------------------ \| ------------------------ \| ------------------------ \| \| 1. \| Pascal Ackermann \| Bora-Hansgrohe \| 2h57m55s \| \| \| 2. \| Fernando Gaviria \| UAE Team Emirates \| + 0s \| \| \| 3. \| Magnus Cort \| EF Pro Cycling \| + 0s \| \| \| 4. \| Szymon Sajnok \| CCC Team \| + 0s \| \| \| 5. \| Davide Cimolai \| Israel Start-Up Nation \| + 0s \| \| \| 6. \| Andrea Vendrame \| AG2R La Mondiale \| + 0s \| \| \| 7. \| Jonas Rickaert \| Alpecin-Fenix \| + 0s \| \| \| 8. \| Romain Seigle \| Groupama-FDJ \| + 0s \| \| \| 9. \| Piet Allegaert \| Cofidis \| + 0s \| \| \| 10. \| Pascal Eenkhoorn \| Jumbo-Visma \| + 0s \| \| |                  |                        |          |
| |                  |                        |          |
| Fonte: ProCyclingStats |                  |                        |          |
| Classificação por etapas |                  |                        |          |
| Ciclista | Ciclista         | Equipe                 | Tempo    |
| 1. | Pascal Ackermann | Bora-Hansgrohe         | 2h57m55s |
| 2. | Fernando Gaviria | UAE Team Emirates      | + 0s     |
| 3. | Magnus Cort      | EF Pro Cycling         | + 0s     |
| 4. | Szymon Sajnok    | CCC Team               | + 0s     |
| 5. | Davide Cimolai   | Israel Start-Up Nation | + 0s     |
| 6. | Andrea Vendrame  | AG2R La Mondiale       | + 0s     |
| 7. | Jonas Rickaert   | Alpecin-Fenix          | + 0s     |
| 8. | Romain Seigle    | Groupama-FDJ           | + 0s     |
| 9. | Piet Allegaert   | Cofidis                | + 0s     |
| 10. | Pascal Eenkhoorn | Jumbo-Visma            | + 0s     |

| \| Classificação geral \| Classificação geral \| Classificação geral \| Classificação geral \| Classificação geral \| \| Ciclista \| Ciclista \| Equipe \| Tempo \| \| \| ------------------- \| ------------------- \| --------------------------- \| ------------------- \| ------------------- \| \| 1. \| Pascal Ackermann \| Bora-Hansgrohe \| 2h57m45s \| \| \| 2. \| Fernando Gaviria \| UAE Team Emirates \| + 4s \| \| \| 3. \| Magnus Cort \| EF Pro Cycling \| + 6s \| \| \| 4. \| Paul Martens \| Jumbo-Visma \| + 7s \| \| \| 5. \| Simon Pellaud \| Androni Giocattoli-Sidermec \| + 8s \| \| \| 6. \| Michael Matthews \| Team Sunweb \| + 9s \| \| \| 7. \| Szymon Sajnok \| CCC Team \| + 10s \| \| \| 8. \| Davide Cimolai \| Israel Start-Up Nation \| + 10s \| \| \| 9. \| Andrea Vendrame \| AG2R La Mondiale \| + 10s \| \| \| 10. \| Jonas Rickaert \| Alpecin-Fenix \| + 10s \| \| |                  |                             |          |
| |                  |                             |          |
| Fonte: ProCyclingStats |                  |                             |          |
| Classificação geral |                  |                             |          |
| Ciclista | Ciclista         | Equipe                      | Tempo    |
| 1. | Pascal Ackermann | Bora-Hansgrohe              | 2h57m45s |
| 2. | Fernando Gaviria | UAE Team Emirates           | + 4s     |
| 3. | Magnus Cort      | EF Pro Cycling              | + 6s     |
| 4. | Paul Martens     | Jumbo-Visma                 | + 7s     |
| 5. | Simon Pellaud    | Androni Giocattoli-Sidermec | + 8s     |
| 6. | Michael Matthews | Team Sunweb                 | + 9s     |
| 7. | Szymon Sajnok    | CCC Team                    | + 10s    |
| 8. | Davide Cimolai   | Israel Start-Up Nation      | + 10s    |
| 9. | Andrea Vendrame  | AG2R La Mondiale            | + 10s    |
| 10. | Jonas Rickaert   | Alpecin-Fenix               | + 10s    |

### 2.ª etapa
| Camaiore - Follonica | etapa plana | (198 km) |

| \| Classificação por etapas \| Classificação por etapas \| Classificação por etapas \| Classificação por etapas \| Classificação por etapas \| \| Ciclista \| Ciclista \| Equipe \| Tempo \| \| \| ------------------------ \| ------------------------ \| --------------------------- \| ------------------------ \| ------------------------ \| \| 1. \| Pascal Ackermann \| Bora-Hansgrohe \| 5h01m53s \| \| \| 2. \| Fernando Gaviria \| UAE Team Emirates \| + 0s \| \| \| 3. \| Rick Zabel \| Israel Start-Up Nation \| + 0s \| \| \| 4. \| Davide Ballerini \| Deceuninck-Quick Step \| + 0s \| \| \| 5. \| Tim Merlier \| Alpecin-Fenix \| + 0s \| \| \| 6. \| Davide Cimolai \| Israel Start-Up Nation \| + 0s \| \| \| 7. \| Lorrenzo Manzin \| Total Direct Énergie \| + 0s \| \| \| 8. \| Luca Pacioni \| Androni Giocattoli-Sidermec \| + 0s \| \| \| 9. \| Florian Vermeersch \| Lotto-Soudal \| + 0s \| \| \| 10. \| Mike Teunissen \| Jumbo-Visma \| + 0s \| \| |                    |                             |          |
| |                    |                             |          |
| Fonte: ProCyclingStats |                    |                             |          |
| Classificação por etapas |                    |                             |          |
| Ciclista | Ciclista           | Equipe                      | Tempo    |
| 1. | Pascal Ackermann   | Bora-Hansgrohe              | 5h01m53s |
| 2. | Fernando Gaviria   | UAE Team Emirates           | + 0s     |
| 3. | Rick Zabel         | Israel Start-Up Nation      | + 0s     |
| 4. | Davide Ballerini   | Deceuninck-Quick Step       | + 0s     |
| 5. | Tim Merlier        | Alpecin-Fenix               | + 0s     |
| 6. | Davide Cimolai     | Israel Start-Up Nation      | + 0s     |
| 7. | Lorrenzo Manzin    | Total Direct Énergie        | + 0s     |
| 8. | Luca Pacioni       | Androni Giocattoli-Sidermec | + 0s     |
| 9. | Florian Vermeersch | Lotto-Soudal                | + 0s     |
| 10. | Mike Teunissen     | Jumbo-Visma                 | + 0s     |

| \| Classificação geral \| Classificação geral \| Classificação geral \| Classificação geral \| Classificação geral \| \| Ciclista \| Ciclista \| Equipe \| Tempo \| \| \| ------------------- \| ------------------- \| --------------------------- \| ------------------- \| ------------------- \| \| 1. \| Pascal Ackermann \| Bora-Hansgrohe \| 7h59m28s \| \| \| 2. \| Fernando Gaviria \| UAE Team Emirates \| + 8s \| \| \| 3. \| Magnus Cort \| EF Pro Cycling \| + 16s \| \| \| 4. \| Rick Zabel \| Israel Start-Up Nation \| + 16s \| \| \| 5. \| Nicola Bagioli \| Androni Giocattoli-Sidermec \| + 17s \| \| \| 6. \| Paul Martens \| Jumbo-Visma \| + 17s \| \| \| 7. \| Simon Pellaud \| Androni Giocattoli-Sidermec \| + 18s \| \| \| 8. \| Michael Matthews \| Team Sunweb \| + 19s \| \| \| 9. \| Davide Cimolai \| Israel Start-Up Nation \| + 20s \| \| \| 10. \| Lorrenzo Manzin \| Total Direct Énergie \| + 20s \| \| |                  |                             |          |
| |                  |                             |          |
| Fonte: ProCyclingStats |                  |                             |          |
| Classificação geral |                  |                             |          |
| Ciclista | Ciclista         | Equipe                      | Tempo    |
| 1. | Pascal Ackermann | Bora-Hansgrohe              | 7h59m28s |
| 2. | Fernando Gaviria | UAE Team Emirates           | + 8s     |
| 3. | Magnus Cort      | EF Pro Cycling              | + 16s    |
| 4. | Rick Zabel       | Israel Start-Up Nation      | + 16s    |
| 5. | Nicola Bagioli   | Androni Giocattoli-Sidermec | + 17s    |
| 6. | Paul Martens     | Jumbo-Visma                 | + 17s    |
| 7. | Simon Pellaud    | Androni Giocattoli-Sidermec | + 18s    |
| 8. | Michael Matthews | Team Sunweb                 | + 19s    |
| 9. | Davide Cimolai   | Israel Start-Up Nation      | + 20s    |
| 10. | Lorrenzo Manzin  | Total Direct Énergie        | + 20s    |

### 3.ª etapa
| Follonica - Saturnia | média montanha | (217 km) |

| \| Classificação por etapas \| Classificação por etapas \| Classificação por etapas \| Classificação por etapas \| Classificação por etapas \| \| Ciclista \| Ciclista \| Equipe \| Tempo \| \| \| ------------------------ \| ------------------------ \| ------------------------ \| ------------------------ \| ------------------------ \| \| 1. \| Michael Woods \| EF Pro Cycling \| 5h19m46s \| \| \| 2. \| Rafał Majka \| Bora-Hansgrohe \| + 1s \| \| \| 3. \| Wilco Kelderman \| Team Sunweb \| + 20s \| \| \| 4. \| Patrick Konrad \| Bora-Hansgrohe \| + 20s \| \| \| 5. \| Aleksandr Vlasov \| Astana \| + 20s \| \| \| 6. \| Sergio Henao \| UAE Team Emirates \| + 20s \| \| \| 7. \| Tanel Kangert \| EF Pro Cycling \| + 20s \| \| \| 8. \| Fausto Masnada \| Deceuninck-Quick Step \| + 20s \| \| \| 9. \| Jakob Fuglsang \| Astana \| + 20s \| \| \| 10. \| Geraint Thomas \| Ineos Grenadiers \| + 20s \| \| |                  |                       |          |
| |                  |                       |          |
| Fonte: ProCyclingStats |                  |                       |          |
| Classificação por etapas |                  |                       |          |
| Ciclista | Ciclista         | Equipe                | Tempo    |
| 1. | Michael Woods    | EF Pro Cycling        | 5h19m46s |
| 2. | Rafał Majka      | Bora-Hansgrohe        | + 1s     |
| 3. | Wilco Kelderman  | Team Sunweb           | + 20s    |
| 4. | Patrick Konrad   | Bora-Hansgrohe        | + 20s    |
| 5. | Aleksandr Vlasov | Astana                | + 20s    |
| 6. | Sergio Henao     | UAE Team Emirates     | + 20s    |
| 7. | Tanel Kangert    | EF Pro Cycling        | + 20s    |
| 8. | Fausto Masnada   | Deceuninck-Quick Step | + 20s    |
| 9. | Jakob Fuglsang   | Astana                | + 20s    |
| 10. | Geraint Thomas   | Ineos Grenadiers      | + 20s    |

| \| Classificação geral \| Classificação geral \| Classificação geral \| Classificação geral \| Classificação geral \| \| Ciclista \| Ciclista \| Equipe \| Tempo \| \| \| ------------------- \| ------------------- \| --------------------- \| ------------------- \| ------------------- \| \| 1. \| Michael Woods \| EF Pro Cycling \| 13h19m24s \| \| \| 2. \| Rafał Majka \| Bora-Hansgrohe \| + 5s \| \| \| 3. \| Wilco Kelderman \| Team Sunweb \| + 26s \| \| \| 4. \| Geraint Thomas \| Ineos Grenadiers \| + 30s \| \| \| 5. \| Patrick Konrad \| Bora-Hansgrohe \| + 30s \| \| \| 6. \| Sergio Henao \| UAE Team Emirates \| + 30s \| \| \| 7. \| Fausto Masnada \| Deceuninck-Quick Step \| + 30s \| \| \| 8. \| Tanel Kangert \| EF Pro Cycling \| + 30s \| \| \| 9. \| Simon Yates \| Mitchelton-Scott \| + 30s \| \| \| 10. \| Aleksandr Vlasov \| Astana \| + 30s \| \| |                  |                       |           |
| |                  |                       |           |
| Fonte: ProCyclingStats |                  |                       |           |
| Classificação geral |                  |                       |           |
| Ciclista | Ciclista         | Equipe                | Tempo     |
| 1. | Michael Woods    | EF Pro Cycling        | 13h19m24s |
| 2. | Rafał Majka      | Bora-Hansgrohe        | + 5s      |
| 3. | Wilco Kelderman  | Team Sunweb           | + 26s     |
| 4. | Geraint Thomas   | Ineos Grenadiers      | + 30s     |
| 5. | Patrick Konrad   | Bora-Hansgrohe        | + 30s     |
| 6. | Sergio Henao     | UAE Team Emirates     | + 30s     |
| 7. | Fausto Masnada   | Deceuninck-Quick Step | + 30s     |
| 8. | Tanel Kangert    | EF Pro Cycling        | + 30s     |
| 9. | Simon Yates      | Mitchelton-Scott      | + 30s     |
| 10. | Aleksandr Vlasov | Astana                | + 30s     |

### 4.ª etapa
| Terni - Cássia | alta montanha | (194 km) |

| \| Classificação por etapas \| Classificação por etapas \| Classificação por etapas \| Classificação por etapas \| Classificação por etapas \| \| Ciclista \| Ciclista \| Equipe \| Tempo \| \| \| ------------------------ \| ------------------------ \| ------------------------ \| ------------------------ \| ------------------------ \| \| 1. \| Lucas Hamilton \| Mitchelton-Scott \| 4h46m22s \| \| \| 2. \| Fausto Masnada \| Deceuninck-Quick Step \| + 0s \| \| \| 3. \| Michael Woods \| EF Pro Cycling \| + 10s \| \| \| 4. \| Aleksandr Vlasov \| Astana \| + 10s \| \| \| 5. \| Geraint Thomas \| Ineos Grenadiers \| + 10s \| \| \| 6. \| Wilco Kelderman \| Team Sunweb \| + 10s \| \| \| 7. \| Jack Haig \| Mitchelton-Scott \| + 10s \| \| \| 8. \| Rafał Majka \| Bora-Hansgrohe \| + 10s \| \| \| 9. \| James Knox \| Deceuninck-Quick Step \| + 10s \| \| \| 10. \| Simon Yates \| Mitchelton-Scott \| + 10s \| \| |                  |                       |          |
| |                  |                       |          |
| Fonte: ProCyclingStats |                  |                       |          |
| Classificação por etapas |                  |                       |          |
| Ciclista | Ciclista         | Equipe                | Tempo    |
| 1. | Lucas Hamilton   | Mitchelton-Scott      | 4h46m22s |
| 2. | Fausto Masnada   | Deceuninck-Quick Step | + 0s     |
| 3. | Michael Woods    | EF Pro Cycling        | + 10s    |
| 4. | Aleksandr Vlasov | Astana                | + 10s    |
| 5. | Geraint Thomas   | Ineos Grenadiers      | + 10s    |
| 6. | Wilco Kelderman  | Team Sunweb           | + 10s    |
| 7. | Jack Haig        | Mitchelton-Scott      | + 10s    |
| 8. | Rafał Majka      | Bora-Hansgrohe        | + 10s    |
| 9. | James Knox       | Deceuninck-Quick Step | + 10s    |
| 10. | Simon Yates      | Mitchelton-Scott      | + 10s    |

| \| Classificação geral \| Classificação geral \| Classificação geral \| Classificação geral \| Classificação geral \| \| Ciclista \| Ciclista \| Equipe \| Tempo \| \| \| ------------------- \| ------------------- \| --------------------- \| ------------------- \| ------------------- \| \| 1. \| Michael Woods \| EF Pro Cycling \| 18h05m52s \| \| \| 2. \| Rafał Majka \| Bora-Hansgrohe \| + 9s \| \| \| 3. \| Fausto Masnada \| Deceuninck-Quick Step \| + 18s \| \| \| 4. \| Lucas Hamilton \| Mitchelton-Scott \| + 27s \| \| \| 5. \| Wilco Kelderman \| Team Sunweb \| + 30s \| \| \| 6. \| Geraint Thomas \| Ineos Grenadiers \| + 34s \| \| \| 7. \| Simon Yates \| Mitchelton-Scott \| + 34s \| \| \| 8. \| Aleksandr Vlasov \| Astana \| + 34s \| \| \| 9. \| Jack Haig \| Mitchelton-Scott \| + 47s \| \| \| 10. \| James Knox \| Deceuninck-Quick Step \| + 47s \| \| |                  |                       |           |
| |                  |                       |           |
| Fonte: ProCyclingStats |                  |                       |           |
| Classificação geral |                  |                       |           |
| Ciclista | Ciclista         | Equipe                | Tempo     |
| 1. | Michael Woods    | EF Pro Cycling        | 18h05m52s |
| 2. | Rafał Majka      | Bora-Hansgrohe        | + 9s      |
| 3. | Fausto Masnada   | Deceuninck-Quick Step | + 18s     |
| 4. | Lucas Hamilton   | Mitchelton-Scott      | + 27s     |
| 5. | Wilco Kelderman  | Team Sunweb           | + 30s     |
| 6. | Geraint Thomas   | Ineos Grenadiers      | + 34s     |
| 7. | Simon Yates      | Mitchelton-Scott      | + 34s     |
| 8. | Aleksandr Vlasov | Astana                | + 34s     |
| 9. | Jack Haig        | Mitchelton-Scott      | + 47s     |
| 10. | James Knox       | Deceuninck-Quick Step | + 47s     |

### 5.ª etapa
| Pieve Torina - Loreto | etapa escarpada | (181 km) |

| \| Classificação por etapas \| Classificação por etapas \| Classificação por etapas \| Classificação por etapas \| Classificação por etapas \| \| Ciclista \| Ciclista \| Equipe \| Tempo \| \| \| ------------------------ \| ------------------------ \| ------------------------ \| ------------------------ \| ------------------------ \| \| 1. \| Mathieu van der Poel \| Alpecin-Fenix \| 4h19m23s \| \| \| 2. \| Ruben Guerreiro \| EF Pro Cycling \| + 4s \| \| \| 3. \| Matteo Fabbro \| Bora-Hansgrohe \| + 4s \| \| \| 4. \| Wilco Kelderman \| Team Sunweb \| + 9s \| \| \| 5. \| Alex Aranburu \| Astana \| + 10s \| \| \| 6. \| Simon Yates \| Mitchelton-Scott \| + 10s \| \| \| 7. \| Michael Woods \| EF Pro Cycling \| + 10s \| \| \| 8. \| Geraint Thomas \| Ineos Grenadiers \| + 10s \| \| \| 9. \| Aleksandr Vlasov \| Astana \| + 10s \| \| \| 10. \| Rafał Majka \| Bora-Hansgrohe \| + 10s \| \| |                      |                  |          |
| |                      |                  |          |
| Fonte: ProCyclingStats |                      |                  |          |
| Classificação por etapas |                      |                  |          |
| Ciclista | Ciclista             | Equipe           | Tempo    |
| 1. | Mathieu van der Poel | Alpecin-Fenix    | 4h19m23s |
| 2. | Ruben Guerreiro      | EF Pro Cycling   | + 4s     |
| 3. | Matteo Fabbro        | Bora-Hansgrohe   | + 4s     |
| 4. | Wilco Kelderman      | Team Sunweb      | + 9s     |
| 5. | Alex Aranburu        | Astana           | + 10s    |
| 6. | Simon Yates          | Mitchelton-Scott | + 10s    |
| 7. | Michael Woods        | EF Pro Cycling   | + 10s    |
| 8. | Geraint Thomas       | Ineos Grenadiers | + 10s    |
| 9. | Aleksandr Vlasov     | Astana           | + 10s    |
| 10. | Rafał Majka          | Bora-Hansgrohe   | + 10s    |

| \| Classificação geral \| Classificação geral \| Classificação geral \| Classificação geral \| Classificação geral \| \| Ciclista \| Ciclista \| Equipe \| Tempo \| \| \| ------------------- \| ------------------- \| --------------------- \| ------------------- \| ------------------- \| \| 1. \| Simon Yates \| Mitchelton-Scott \| 31h56m02s \| \| \| 2. \| Rafał Majka \| Bora-Hansgrohe \| + 16s \| \| \| 3. \| Geraint Thomas \| Ineos Grenadiers \| + 39s \| \| \| 4. \| Aleksandr Vlasov \| Astana \| + 49s \| \| \| 5. \| Fausto Masnada \| Deceuninck-Quick Step \| + 57s \| \| \| 6. \| Wilco Kelderman \| Team Sunweb \| + 59s \| \| \| 7. \| Michael Woods \| EF Pro Cycling \| + 1m22s \| \| \| 8. \| James Knox \| Deceuninck-Quick Step \| + 1m26s \| \| \| 9. \| Gianluca Brambilla \| Trek-Segafredo \| + 2m33s \| \| \| 10. \| Jack Haig \| Mitchelton-Scott \| + 2m47s \| \| |                    |                       |           |
| |                    |                       |           |
| Fonte: ProCyclingStats |                    |                       |           |
| Classificação geral |                    |                       |           |
| Ciclista | Ciclista           | Equipe                | Tempo     |
| 1. | Simon Yates        | Mitchelton-Scott      | 31h56m02s |
| 2. | Rafał Majka        | Bora-Hansgrohe        | + 16s     |
| 3. | Geraint Thomas     | Ineos Grenadiers      | + 39s     |
| 4. | Aleksandr Vlasov   | Astana                | + 49s     |
| 5. | Fausto Masnada     | Deceuninck-Quick Step | + 57s     |
| 6. | Wilco Kelderman    | Team Sunweb           | + 59s     |
| 7. | Michael Woods      | EF Pro Cycling        | + 1m22s   |
| 8. | James Knox         | Deceuninck-Quick Step | + 1m26s   |
| 9. | Gianluca Brambilla | Trek-Segafredo        | + 2m33s   |
| 10. | Jack Haig          | Mitchelton-Scott      | + 2m47s   |

### 6.ª etapa
| Castelfidardo - Senigallia | etapa plana | (171 km) |

| \| Classificação por etapas \| Classificação por etapas \| Classificação por etapas \| Classificação por etapas \| Classificação por etapas \| \| Ciclista \| Ciclista \| Equipe \| Tempo \| \| \| ------------------------ \| ------------------------ \| ------------------------ \| ------------------------ \| ------------------------ \| \| 1. \| Tim Merlier \| Alpecin-Fenix \| 3h59m30s \| \| \| 2. \| Pascal Ackermann \| Bora-Hansgrohe \| + 0s \| \| \| 3. \| Magnus Cort \| EF Pro Cycling \| + 0s \| \| \| 4. \| Fernando Gaviria \| UAE Team Emirates \| + 0s \| \| \| 5. \| Mike Teunissen \| Jumbo-Visma \| + 0s \| \| \| 6. \| Davide Ballerini \| Deceuninck-Quick Step \| + 0s \| \| \| 7. \| Lorrenzo Manzin \| Total Direct Énergie \| + 0s \| \| \| 8. \| Piet Allegaert \| Cofidis \| + 0s \| \| \| 9. \| Iván García Cortina \| Bahrain McLaren \| + 0s \| \| \| 10. \| Alex Aranburu \| Astana \| + 0s \| \| |                     |                       |          |
| |                     |                       |          |
| Fonte: ProCyclingStats |                     |                       |          |
| Classificação por etapas |                     |                       |          |
| Ciclista | Ciclista            | Equipe                | Tempo    |
| 1. | Tim Merlier         | Alpecin-Fenix         | 3h59m30s |
| 2. | Pascal Ackermann    | Bora-Hansgrohe        | + 0s     |
| 3. | Magnus Cort         | EF Pro Cycling        | + 0s     |
| 4. | Fernando Gaviria    | UAE Team Emirates     | + 0s     |
| 5. | Mike Teunissen      | Jumbo-Visma           | + 0s     |
| 6. | Davide Ballerini    | Deceuninck-Quick Step | + 0s     |
| 7. | Lorrenzo Manzin     | Total Direct Énergie  | + 0s     |
| 8. | Piet Allegaert      | Cofidis               | + 0s     |
| 9. | Iván García Cortina | Bahrain McLaren       | + 0s     |
| 10. | Alex Aranburu       | Astana                | + 0s     |

| \| Classificação geral \| Classificação geral \| Classificação geral \| Classificação geral \| Classificação geral \| \| Ciclista \| Ciclista \| Equipe \| Tempo \| \| \| ------------------- \| ------------------- \| --------------------- \| ------------------- \| ------------------- \| \| 1. \| Simon Yates \| Mitchelton-Scott \| 27h36m29s \| \| \| 2. \| Rafał Majka \| Bora-Hansgrohe \| + 16s \| \| \| 3. \| Geraint Thomas \| Ineos Grenadiers \| + 39s \| \| \| 4. \| Aleksandr Vlasov \| Astana \| + 49s \| \| \| 5. \| Fausto Masnada \| Deceuninck-Quick Step \| + 54s \| \| \| 6. \| Wilco Kelderman \| Team Sunweb \| + 1m00s \| \| \| 7. \| James Knox \| Deceuninck-Quick Step \| + 1m21s \| \| \| 8. \| Michael Woods \| EF Pro Cycling \| + 1m22s \| \| \| 9. \| Gianluca Brambilla \| Trek-Segafredo \| + 2m28s \| \| \| 10. \| Jack Haig \| Mitchelton-Scott \| + 2m44s \| \| |                    |                       |           |
| |                    |                       |           |
| Fonte: ProCyclingStats |                    |                       |           |
| Classificação geral |                    |                       |           |
| Ciclista | Ciclista           | Equipe                | Tempo     |
| 1. | Simon Yates        | Mitchelton-Scott      | 27h36m29s |
| 2. | Rafał Majka        | Bora-Hansgrohe        | + 16s     |
| 3. | Geraint Thomas     | Ineos Grenadiers      | + 39s     |
| 4. | Aleksandr Vlasov   | Astana                | + 49s     |
| 5. | Fausto Masnada     | Deceuninck-Quick Step | + 54s     |
| 6. | Wilco Kelderman    | Team Sunweb           | + 1m00s   |
| 7. | James Knox         | Deceuninck-Quick Step | + 1m21s   |
| 8. | Michael Woods      | EF Pro Cycling        | + 1m22s   |
| 9. | Gianluca Brambilla | Trek-Segafredo        | + 2m28s   |
| 10. | Jack Haig          | Mitchelton-Scott      | + 2m44s   |

### 7.ª etapa
| San Benedetto del Tronto - San Benedetto del Tronto | contrarrelógio individual | (10,1 km) |

| \| Classificação por etapas \| Classificação por etapas \| Classificação por etapas \| Classificação por etapas \| Classificação por etapas \| \| Ciclista \| Ciclista \| Equipe \| Tempo \| \| \| ------------------------ \| ------------------------ \| ------------------------ \| ------------------------ \| ------------------------ \| \| 1. \| Filippo Ganna \| Ineos Grenadiers \| 10m42s \| \| \| 2. \| Victor Campenaerts \| NTT Pro Cycling \| + 18s \| \| \| 3. \| Rohan Dennis \| Ineos Grenadiers \| + 26s \| \| \| 4. \| Geraint Thomas \| Ineos Grenadiers \| + 28s \| \| \| 5. \| Tobias Ludvigsson \| Groupama-FDJ \| + 33s \| \| \| 6. \| Benjamin Thomas \| Groupama-FDJ \| + 34s \| \| \| 7. \| Jos van Emden \| Jumbo-Visma \| + 39s \| \| \| 8. \| Nathan Van Hooydonck \| CCC Team \| + 40s \| \| \| 9. \| Jan Tratnik \| Bahrain McLaren \| + 40s \| \| \| 10. \| Michael Matthews \| Team Sunweb \| + 42s \| \| |                      |                  |        |
| |                      |                  |        |
| Fonte: ProCyclingStats |                      |                  |        |
| Classificação por etapas |                      |                  |        |
| Ciclista | Ciclista             | Equipe           | Tempo  |
| 1. | Filippo Ganna        | Ineos Grenadiers | 10m42s |
| 2. | Victor Campenaerts   | NTT Pro Cycling  | + 18s  |
| 3. | Rohan Dennis         | Ineos Grenadiers | + 26s  |
| 4. | Geraint Thomas       | Ineos Grenadiers | + 28s  |
| 5. | Tobias Ludvigsson    | Groupama-FDJ     | + 33s  |
| 6. | Benjamin Thomas      | Groupama-FDJ     | + 34s  |
| 7. | Jos van Emden        | Jumbo-Visma      | + 39s  |
| 8. | Nathan Van Hooydonck | CCC Team         | + 40s  |
| 9. | Jan Tratnik          | Bahrain McLaren  | + 40s  |
| 10. | Michael Matthews     | Team Sunweb      | + 42s  |

## Classificações finais
- As classificações finalizaram da seguinte forma[4]

### Classificação geral
| \| Classificação geral \| Classificação geral \| Classificação geral \| Classificação geral \| Classificação geral \| \| Ciclista \| Ciclista \| Equipe \| Tempo \| \| \| ------------------- \| ------------------- \| --------------------- \| ------------------- \| ------------------- \| \| 1. \| Simon Yates \| Mitchelton-Scott \| 32h07m34s \| \| \| 2. \| Geraint Thomas \| Ineos Grenadiers \| + 17s \| \| \| 3. \| Rafał Majka \| Bora-Hansgrohe \| + 29s \| \| \| 4. \| Wilco Kelderman \| Team Sunweb \| + 56s \| \| \| 5. \| Aleksandr Vlasov \| Astana \| + 58s \| \| \| 6. \| Fausto Masnada \| Deceuninck-Quick Step \| + 1m18s \| \| \| 7. \| James Knox \| Deceuninck-Quick Step \| + 1m41s \| \| \| 8. \| Michael Woods \| EF Pro Cycling \| + 2m12s \| \| \| 9. \| Gianluca Brambilla \| Trek-Segafredo \| + 3m02s \| \| \| 10. \| Jack Haig \| Mitchelton-Scott \| + 3m10s \| \| |                    |                       |           |
| |                    |                       |           |
| Fonte: ProCyclingStats |                    |                       |           |
| Classificação geral |                    |                       |           |
| Ciclista | Ciclista           | Equipe                | Tempo     |
| 1. | Simon Yates        | Mitchelton-Scott      | 32h07m34s |
| 2. | Geraint Thomas     | Ineos Grenadiers      | + 17s     |
| 3. | Rafał Majka        | Bora-Hansgrohe        | + 29s     |
| 4. | Wilco Kelderman    | Team Sunweb           | + 56s     |
| 5. | Aleksandr Vlasov   | Astana                | + 58s     |
| 6. | Fausto Masnada     | Deceuninck-Quick Step | + 1m18s   |
| 7. | James Knox         | Deceuninck-Quick Step | + 1m41s   |
| 8. | Michael Woods      | EF Pro Cycling        | + 2m12s   |
| 9. | Gianluca Brambilla | Trek-Segafredo        | + 3m02s   |
| 10. | Jack Haig          | Mitchelton-Scott      | + 3m10s   |

### Classificação da montanha
| Classificação da montanha | Classificação da montanha | Classificação da montanha | Classificação da montanha | Classificação da montanha |
| Ciclista                  | Ciclista                  | Equipe                    | Pontos                    |                           |
| ------------------------- | ------------------------- | ------------------------- | ------------------------- | ------------------------- |
| 1.                        | Héctor Carretero          | Movistar Team             | 31 pts                    |                           |
| 2.                        | Simon Yates               | Mitchelton-Scott          | 25 pts                    |                           |
| 3.                        | Michael Woods             | EF Pro Cycling            | 20 pts                    |                           |
| 4.                        | Michael Matthews          | Team Sunweb               | 15 pts                    |                           |
| 5.                        | Aleksandr Vlasov          | Astana                    | 15 pts                    |                           |
| 6.                        | Mathias Frank             | AG2R La Mondiale          | 14 pts                    |                           |
| 7.                        | Carl Fredrik Hagen        | Lotto-Soudal              | 13 pts                    |                           |
| 8.                        | Geraint Thomas            | Ineos Grenadiers          | 13 pts                    |                           |
| 9.                        | Rafał Majka               | Bora-Hansgrohe            | 12 pts                    |                           |
| 10.                       | Dries De Bondt            | Alpecin-Fenix             | 11 pts                    |                           |

### Classificação dos pontos
| Classificação por pontos | Classificação por pontos | Classificação por pontos | Classificação por pontos | Classificação por pontos |
| Ciclista                 | Ciclista                 | Equipe                   | Pontos                   |                          |
| ------------------------ | ------------------------ | ------------------------ | ------------------------ | ------------------------ |
| 1.                       | Pascal Ackermann         | Bora-Hansgrohe           | 34 pts                   |                          |
| 2.                       | Geraint Thomas           | Ineos Grenadiers         | 27 pts                   |                          |
| 3.                       | Fernando Gaviria         | UAE Team Emirates        | 27 pts                   |                          |
| 4.                       | Wilco Kelderman          | Team Sunweb              | 26 pts                   |                          |
| 5.                       | Michael Woods            | EF Pro Cycling           | 24 pts                   |                          |
| 6.                       | Rafał Majka              | Bora-Hansgrohe           | 22 pts                   |                          |
| 7.                       | Aleksandr Vlasov         | Astana                   | 22 pts                   |                          |
| 8.                       | Simon Yates              | Mitchelton-Scott         | 18 pts                   |                          |
| 9.                       | Tim Merlier              | Alpecin-Fenix            | 18 pts                   |                          |
| 10.                      | Fausto Masnada           | Deceuninck-Quick Step    | 17 pts                   |                          |

### Classificação dos jovens
| Classificação dos jovens | Classificação dos jovens     | Classificação dos jovens | Classificação dos jovens | Classificação dos jovens |
| Ciclista                 | Ciclista                     | Equipe                   | Tempo                    |                          |
| ------------------------ | ---------------------------- | ------------------------ | ------------------------ | ------------------------ |
| 1.                       | Aleksandr Vlasov             | Astana                   | 32h08m32s                |                          |
| 2.                       | James Knox                   | Deceuninck-Quick Step    | + 43s                    |                          |
| 3.                       | Sam Oomen                    | Team Sunweb              | + 2m13s                  |                          |
| 4.                       | Jai Hindley                  | Team Sunweb              | + 2m47s                  |                          |
| 5.                       | Denis Nekrasov               | Gazprom-RusVelo          | + 7m30s                  |                          |
| 6.                       | Jaakko Hänninen              | AG2R La Mondiale         | + 8m22s                  |                          |
| 7.                       | Matteo Fabbro                | Bora-Hansgrohe           | + 13m33s                 |                          |
| 8.                       | Tao Geoghegan Hart           | Ineos Grenadiers         | + 13m33s                 |                          |
| 9.                       | Óscar Rodríguez Garaicoechea | Astana                   | + 13m43s                 |                          |
| 10.                      | Lucas Hamilton               | Mitchelton-Scott         | + 14m22s                 |                          |

### Classificação por equipas
| Classificação por equipes | Classificação por equipes | Classificação por equipes | Classificação por equipes |
| Equipe                    | Equipe                    | Tempo                     |                           |
| ------------------------- | ------------------------- | ------------------------- | ------------------------- |
| 1.                        | Team Sunweb               | 96h29m59s                 |                           |
| 2.                        | Astana                    | + 46s                     |                           |
| 3.                        | EF Pro Cycling            | + 8m44s                   |                           |
| 4.                        | Mitchelton-Scott          | + 10m44s                  |                           |
| 5.                        | AG2R La Mondiale          | + 16m15s                  |                           |
| 6.                        | Bora-Hansgrohe            | + 21m55s                  |                           |
| 7.                        | Trek-Segafredo            | + 23m29s                  |                           |
| 8.                        | CCC Team                  | + 27m15s                  |                           |
| 9.                        | Groupama-FDJ              | + 29m06s                  |                           |
| 10.                       | Ineos Grenadiers          | + 33m50s                  |                           |

## Evolução das classificações
| Etapa                 | Vencedor              | Classificação geral | Classificação por pontos | Classificação da montanha | Classificação do melhor jovem                 | Classificação por equipas  |
| --------------------- | --------------------- | ------------------- | ------------------------ | ------------------------- | --------------------------------------------- | -------------------------- |
| 1                     | Pascal Ackermann      | Pascal Ackermann    | Pascal Ackermann         | Nathan Haas               | Szymon Sajnok                                 | Bora-Hansgrohe             |
| 2                     | Pascal Ackermann      | Pascal Ackermann    | Pascal Ackermann         | Nathan Haas               | Nicola Bagioli                                | Bora-Hansgrohe             |
| 3                     | Michael Woods         | Michael Woods       | Pascal Ackermann         | Nathan Haas               | Aleksandr Vlasov (ciclista)\|Aleksandr Vlasov | EF Pro Cycling             |
| 4                     | Lucas Hamilton        | Michael Woods       | Pascal Ackermann         | Michael Woods             | Lucas Hamilton                                | masculino Mitchelton-Scott |
| 5                     | Simon Yates           | Simon Yates         | Pascal Ackermann         | Héctor Carretero          | Aleksandr Vlasov (ciclista)\|Aleksandr Vlasov | Astana Pro Team            |
| 6                     | Tim Merlier           | Simon Yates         | Pascal Ackermann         | Héctor Carretero          | Aleksandr Vlasov (ciclista)\|Aleksandr Vlasov | Astana Pro Team            |
| 7                     | Mathieu van der Poel  | Simon Yates         | Pascal Ackermann         | Héctor Carretero          | Aleksandr Vlasov (ciclista)\|Aleksandr Vlasov | Sunweb                     |
| 8                     | Filippo Ganna         | Simon Yates         | Pascal Ackermann         | Héctor Carretero          | Aleksandr Vlasov (ciclista)\|Aleksandr Vlasov | Sunweb                     |
| Classificações finals | Classificações finals | Simon Yates         | Pascal Ackermann         | Héctor Carretero          | Aleksandr Vlasov (ciclista)\|Aleksandr Vlasov | Sunweb                     |

## UCI World Ranking
A Tirreno-Adriático outorgou pontos para o UCI World Ranking para corredores das equipas nas categorias UCI WorldTeam, UCI ProTeam e Continental. As seguintes tabelas são o barómetro de pontuação e os 10 corredores que obtiveram mais pontos:
| Posição             | 1.º | 2.º | 3.º | 4.º | 5.º | 6.º | 7.º | 8.º | 9.º | 10.º | 11.º | 12.º | 13.º | 14.º | 15.º | 16.º-20.º | 21.º-30.º | 31.º-50.º | 51.º-55.º | 56.º-60.º |
| Classificação geral | 500 | 400 | 325 | 275 | 225 | 175 | 150 | 125 | 100 | 85   | 70   | 60   | 50   | 40   | 35   | 30        | 20        | 10        | 5         | 3         |
| Por etapa           | 60  | 25  | 10  |     |     |     |     |     |     |      |      |      |      |      |      |           |           |           |           |           |
| Líder               | 10  |     |     |     |     |     |     |     |     |      |      |      |      |      |      |           |           |           |           |           |

| Classificação |                  |                       |       |       |       |       |
| Posição       | Ciclista         | Equipa                | Geral | Etapa | Líder | Total |
| ------------- | ---------------- | --------------------- | ----- | ----- | ----- | ----- |
| 1.º           | Simon Yates      | Mitchelton-Scott      | 500   | 60    | 30    | 590   |
| 2.º           | Geraint Thomas   | INEOS Grenadiers      | 400   | 25    | -     | 425   |
| 3.º           | Rafał Majka      | Bora-Hansgrohe        | 325   | 35    | -     | 360   |
| 4.º           | Wilco Kelderman  | Sunweb                | 275   | 10    | -     | 285   |
| 5.º           | Aleksandr Vlasov | Astana                | 225   | -     | -     | 225   |
| 6.º           | Michael Woods    | EF                    | 125   | 70    | 20    | 215   |
| 7.º           | Fausto Masnada   | Deceuninck-Quick Step | 175   | 25    | -     | 200   |
| 8.º           | Pascal Ackermann | Bora-Hansgrohe        | -     | 145   | 20    | 165   |
| 9.º           | James Knox       | Deceuninck-Quick Step | 150   | -     | -     | 150   |
| 10.º          | Giulio Ciccone   | Trek-Segafredo        | 100   | -     | -     | 100   |

## Lista dos participantes
| AG2R La Mondiale ALM | AG2R La Mondiale ALM    | AG2R La Mondiale ALM |
| -------------------- | ----------------------- | -------------------- |
| Num                  | Ciclista                | Pos                  |
| 1                    | Mathias Frank (SUI)     | 52.                  |
| 2                    | Geoffrey Bouchard (FRA) | 34.                  |
| 3                    | Silvan Dillier (SUI)    | 66.                  |
| 4                    | Axel Domont (FRA)       | 70.                  |
| 5                    | Jaakko Hänninen (FIN)   | 23.                  |
| 6                    | Andrea Vendrame (ITA)   | 40.                  |
| 7                    | Larry Warbasse (USA)    | 17.                  |

| Alpecin-Fenix AFC | Alpecin-Fenix AFC                    | Alpecin-Fenix AFC |
| ----------------- | ------------------------------------ | ----------------- |
| Num               | Ciclista                             | Pos               |
| 11                | Mathieu van der Poel (NED) (estrada) | 45.               |
| 12                | Tim Merlier (BEL)                    | 147.              |
| 13                | Jonas Rickaert (BEL)                 | 106.              |
| 14                | Kristian Sbaragli (ITA)              | 96.               |
| 15                | Dries De Bondt (BEL)                 | 126.              |
| 16                | Otto Vergaerde (BEL)                 | 94.               |
| 17                | Louis Vervaeke (BEL)                 | 16.               |

| Androni Giocattoli-Sidermec ANS | Androni Giocattoli-Sidermec ANS   | Androni Giocattoli-Sidermec ANS |
| ------------------------------- | --------------------------------- | ------------------------------- |
| Num                             | Ciclista                          | Pos                             |
| 21                              | Nicola Bagioli (ITA)              | DNF-3                           |
| 22                              | Davide Gabburo (ITA)              | 53.                             |
| 23                              | Luca Pacioni (ITA)                | DNF-4                           |
| 24                              | Simon Pellaud (SUI)               | 132.                            |
| 25                              | Jhonatan Restrepo (COL)           | 124.                            |
| 26                              | Kevin Rivera (CRC)                | DNF-1                           |
| 27                              | Josip Rumac (CRO) (estrada e CRI) | 80.                             |

| Astana AST | Astana AST                         | Astana AST |
| ---------- | ---------------------------------- | ---------- |
| Num        | Ciclista                           | Pos        |
| 31         | Jakob Fuglsang (DEN)               | 14.        |
| 32         | Alex Aranburu (ESP)                | 43.        |
| 33         | Manuele Boaro (ITA)                | DNF-7      |
| 34         | Fabio Felline (ITA)                | 86.        |
| 35         | Yuriy Natarov (KAZ)                | 112.       |
| 36         | Óscar Rodríguez Garaicoechea (ESP) | 31.        |
| 37         | Aleksandr Vlasov (RUS)             | 5.         |

| Bahrain McLaren TBM | Bahrain McLaren TBM       | Bahrain McLaren TBM |
| ------------------- | ------------------------- | ------------------- |
| Num                 | Ciclista                  | Pos                 |
| 41                  | Dylan Teuns (BEL)         | 49.                 |
| 42                  | Phil Bauhaus (GER)        | NP-3                |
| 43                  | Iván García Cortina (ESP) | 115.                |
| 44                  | Heinrich Haussler (AUS)   | 123.                |
| 45                  | Mark Padun (UKR)          | DNF-3               |
| 46                  | Hermann Pernsteiner (AUT) | 20.                 |
| 47                  | Jan Tratnik (SLO)         | 69.                 |

| Bardiani CSF Faizanè BCF | Bardiani CSF Faizanè BCF | Bardiani CSF Faizanè BCF |
| ------------------------ | ------------------------ | ------------------------ |
| Num                      | Ciclista                 | Pos                      |
| 51                       | Giovanni Carboni (ITA)   | 68.                      |
| 52                       | Giovanni Lonardi (ITA)   | 151.                     |
| 53                       | Fabio Mazzucco (ITA)     | 122.                     |
| 54                       | Umberto Orsini (ITA)     | DNF-4                    |
| 55                       | Francesco Romano (ITA)   | 97.                      |
| 56                       | Daniel Savini (ITA)      | DNF-5                    |
| 57                       | Alessandro Tonelli (ITA) | 77.                      |

| Bora-Hansgrohe BOH | Bora-Hansgrohe BOH     | Bora-Hansgrohe BOH |
| ------------------ | ---------------------- | ------------------ |
| Num                | Ciclista               | Pos                |
| 61                 | Rafał Majka (POL)      | 3.                 |
| 62                 | Pascal Ackermann (GER) | 133.               |
| 63                 | Maciej Bodnar (POL)    | 129.               |
| 64                 | Matteo Fabbro (ITA)    | 29.                |
| 65                 | Patrick Konrad (AUT)   | 33.                |
| 66                 | Paweł Poljański (POL)  | 50.                |
| 67                 | Rüdiger Selig (GER)    | DNF-4              |

| CCC Team CCC | CCC Team CCC               | CCC Team CCC |
| ------------ | -------------------------- | ------------ |
| Num          | Ciclista                   | Pos          |
| 71           | William Barta (USA)        | 41.          |
| 72           | Pavel Kochetkov (RUS)      | 36.          |
| 73           | Víctor de la Parte (ESP)   | 15.          |
| 74           | Łukasz Wiśniowski (POL)    | DNF-7        |
| 75           | Szymon Sajnok (POL)        | NP-8         |
| 76           | Nathan Van Hooydonck (BEL) | 85.          |
| 77           | Georg Zimmermann (GER)     | 73.          |

| Cofidis COF | Cofidis COF             | Cofidis COF |
| ----------- | ----------------------- | ----------- |
| Num         | Ciclista                | Pos         |
| 81          | Piet Allegaert (BEL)    | 104.        |
| 82          | Dimitri Claeys (BEL)    | 74.         |
| 83          | Nathan Haas (AUS)       | 90.         |
| 84          | Fabio Sabatini (ITA)    | 143.        |
| 85          | Kenneth Vanbilsen (BEL) | 134.        |
| 86          | Julien Vermote (BEL)    | 83.         |
| 87          | Attilio Viviani (ITA)   | 145.        |

| Deceuninck-Quick Step DQT | Deceuninck-Quick Step DQT | Deceuninck-Quick Step DQT |
| ------------------------- | ------------------------- | ------------------------- |
| Num                       | Ciclista                  | Pos                       |
| 91                        | Davide Ballerini (ITA)    | 79.                       |
| 92                        | Stijn Steels (BEL)        | 131.                      |
| 93                        | Iljo Keisse (BEL)         | 120.                      |
| 94                        | James Knox (GBR)          | 7.                        |
| 95                        | Fausto Masnada (ITA)      | 6.                        |
| 96                        | Florian Sénéchal (FRA)    | 81.                       |
| 97                        | Bert Van Lerberghe (BEL)  | 99.                       |

| EF Pro Cycling EF1 | EF Pro Cycling EF1     | EF Pro Cycling EF1 |
| ------------------ | ---------------------- | ------------------ |
| Num                | Ciclista               | Pos                |
| 101                | Michael Woods (CAN)    | 8.                 |
| 102                | Jonathan Caicedo (ECU) | 59.                |
| 103                | Simon Clarke (AUS)     | 108.               |
| 104                | Lawson Craddock (USA)  | 128.               |
| 105                | Ruben Guerreiro (POR)  | 39.                |
| 106                | Magnus Cort (DEN)      | NP-8               |
| 107                | Tanel Kangert (EST)    | 25.                |

| Gazprom-RusVelo GAZ | Gazprom-RusVelo GAZ   | Gazprom-RusVelo GAZ |
| ------------------- | --------------------- | ------------------- |
| Num                 | Ciclista              | Pos                 |
| 111                 | Igor Boev (RUS)       | 140.                |
| 112                 | Marco Canola (ITA)    | DNF-7               |
| 113                 | Imerio Cima (ITA)     | DNF-7               |
| 114                 | Denis Nekrasov (RUS)  | 21.                 |
| 115                 | Ivan Rovny (RUS)      | 95.                 |
| 116                 | Alexey Rybalkin (RUS) | DNF-6               |
| 117                 | Simone Velasco (ITA)  | 82.                 |

| Groupama-FDJ GFC | Groupama-FDJ GFC        | Groupama-FDJ GFC |
| ---------------- | ----------------------- | ---------------- |
| Num              | Ciclista                | Pos              |
| 121              | Anthony Roux (FRA)      | 61.              |
| 122              | Kilian Frankiny (SUI)   | 27.              |
| 123              | Olivier Le Gac (FRA)    | 58.              |
| 124              | Bruno Armirail (FRA)    | 18.              |
| 125              | Romain Seigle (FRA)     | DNF-5            |
| 126              | Benjamin Thomas (FRA)   | 55.              |
| 127              | Tobias Ludvigsson (SWE) | 75.              |

| Israel Start-Up Nation ISN | Israel Start-Up Nation ISN   | Israel Start-Up Nation ISN |
| -------------------------- | ---------------------------- | -------------------------- |
| Num                        | Ciclista                     | Pos                        |
| 131                        | Matthias Brändle (AUT) (CRI) | 152.                       |
| 132                        | Alexander Cataford (CAN)     | 72.                        |
| 133                        | Davide Cimolai (ITA)         | NP-8                       |
| 134                        | Alex Dowsett (GBR) (CRI)     | 144.                       |
| 135                        | Daniel Navarro (ESP)         | 26.                        |
| 136                        | Guy Sagiv (ISR) (estrada)    | 139.                       |
| 137                        | Rick Zabel (GER)             | 119.                       |

| Lotto-Soudal LTS | Lotto-Soudal LTS         | Lotto-Soudal LTS |
| ---------------- | ------------------------ | ---------------- |
| Num              | Ciclista                 | Pos              |
| 141              | Adam Hansen (AUS)        | 138.             |
| 142              | Kobe Goossens (BEL)      | 107.             |
| 143              | Carl Fredrik Hagen (NOR) | 48.              |
| 144              | Matthew Holmes (GBR)     | 63.              |
| 145              | Nikolas Maes (BEL)       | 111.             |
| 146              | Stefano Oldani (ITA)     | 100.             |
| 147              | Florian Vermeersch (BEL) | 118.             |

| Mitchelton-Scott MTS | Mitchelton-Scott MTS          | Mitchelton-Scott MTS |
| -------------------- | ----------------------------- | -------------------- |
| Num                  | Ciclista                      | Pos                  |
| 151                  | Simon Yates (GBR)             | 1.                   |
| 152                  | Edoardo Affini (ITA)          | 121.                 |
| 153                  | Brent Bookwalter (USA)        | 67.                  |
| 154                  | Jack Haig (AUS)               | 10.                  |
| 155                  | Lucas Hamilton (AUS)          | 32.                  |
| 156                  | Michael Hepburn (AUS)         | 117.                 |
| 157                  | Cameron Meyer (AUS) (estrada) | 92.                  |

| Movistar Team MOV | Movistar Team MOV       | Movistar Team MOV |
| ----------------- | ----------------------- | ----------------- |
| Num               | Ciclista                | Pos               |
| 161               | Davide Villella (ITA)   | 24.               |
| 162               | Juan Diego Alba (COL)   | 101.              |
| 163               | Héctor Carretero (ESP)  | 78.               |
| 164               | Matteo Jorgenson (USA)  | 46.               |
| 165               | Sergio Samitier (ESP)   | 51.               |
| 166               | Eduardo Sepúlveda (ARG) | 44.               |
| 167               | Albert Torres (ESP)     | 150.              |

| NTT Pro Cycling NTT | NTT Pro Cycling NTT          | NTT Pro Cycling NTT |
| ------------------- | ---------------------------- | ------------------- |
| Num                 | Ciclista                     | Pos                 |
| 171                 | Louis Meintjes (RSA)         | 12.                 |
| 172                 | Carlos Barbero (ESP)         | 98.                 |
| 173                 | Samuele Battistella (ITA)    | 110.                |
| 174                 | Victor Campenaerts (BEL)     | 93.                 |
| 175                 | Benjamin Dyball (AUS)        | 103.                |
| 176                 | Enrico Gasparotto (SUI)      | 42.                 |
| 177                 | Amanuel Gebrezgabihier (ERI) | 47.                 |

| Ineos Grenadiers IGD | Ineos Grenadiers IGD      | Ineos Grenadiers IGD |
| -------------------- | ------------------------- | -------------------- |
| Num                  | Ciclista                  | Pos                  |
| 181                  | Geraint Thomas (GBR)      | 2.                   |
| 182                  | Rohan Dennis (AUS)        | 87.                  |
| 183                  | Edward Dunbar (IRL)       | NP-4                 |
| 184                  | Chris Froome (GBR)        | 91.                  |
| 185                  | Filippo Ganna (ITA) (CRI) | 116.                 |
| 186                  | Tao Geoghegan Hart (GBR)  | 30.                  |
| 187                  | Salvatore Puccio (ITA)    | 62.                  |

| Jumbo-Visma TJV | Jumbo-Visma TJV           | Jumbo-Visma TJV |
| --------------- | ------------------------- | --------------- |
| Num             | Ciclista                  | Pos             |
| 191             | Pascal Eenkhoorn (NED)    | 57.             |
| 192             | Paul Martens (GER)        | 65.             |
| 193             | Christoph Pfingsten (GER) | 35.             |
| 194             | Timo Roosen (NED)         | 71.             |
| 195             | Mike Teunissen (NED)      | 102.            |
| 196             | Jos van Emden (NED) (CRI) | 89.             |
| 197             | Maarten Wynants (BEL)     | 88.             |

| Team Sunweb SUN | Team Sunweb SUN        | Team Sunweb SUN |
| --------------- | ---------------------- | --------------- |
| Num             | Ciclista               | Pos             |
| 201             | Michael Matthews (AUS) | 54.             |
| 202             | Alberto Dainese (ITA)  | 146.            |
| 203             | Chris Hamilton (AUS)   | 37.             |
| 204             | Jai Hindley (AUS)      | 13.             |
| 205             | Wilco Kelderman (NED)  | 4.              |
| 206             | Sam Oomen (NED)        | 11.             |
| 207             | Martijn Tusveld (NED)  | 56.             |

| Total Direct Énergie TDE | Total Direct Énergie TDE | Total Direct Énergie TDE |
| ------------------------ | ------------------------ | ------------------------ |
| Num                      | Ciclista                 | Pos                      |
| 211                      | Niki Terpstra (NED)      | 125.                     |
| 212                      | Jonathan Hivert (FRA)    | 105.                     |
| 213                      | Lorrenzo Manzin (FRA)    | 113.                     |
| 214                      | Adrien Petit (FRA)       | 135.                     |
| 215                      | Julien Simon (FRA)       | 141.                     |
| 216                      | Rein Taaramäe (EST)      | DNF-4                    |
| 217                      | Dries Van Gestel (BEL)   | 64.                      |

| Trek-Segafredo TFS | Trek-Segafredo TFS       | Trek-Segafredo TFS |
| ------------------ | ------------------------ | ------------------ |
| Num                | Ciclista                 | Pos                |
| 221                | Vincenzo Nibali (ITA)    | 19.                |
| 222                | Julien Bernard (FRA)     | 60.                |
| 223                | Gianluca Brambilla (ITA) | 9.                 |
| 224                | Alex Kirsch (LUX)        | NP-6               |
| 225                | Koen de Kort (NED)       | 142.               |
| 226                | Antonio Nibali (ITA)     | 76.                |
| 227                | Pieter Weening (NED)     | 38.                |

| UAE Team Emirates UAD | UAE Team Emirates UAD       | UAE Team Emirates UAD |
| --------------------- | --------------------------- | --------------------- |
| Num                   | Ciclista                    | Pos                   |
| 231                   | Fernando Gaviria (COL)      | 130.                  |
| 232                   | Mikkel Bjerg (DEN)          | 109.                  |
| 233                   | Rui Costa (POR) (estrada)   | 28.                   |
| 234                   | Sergio Henao (COL)          | 22.                   |
| 235                   | Juan Sebastián Molano (COL) | 149.                  |
| 236                   | Aleksandr Riabushenko (BLR) | 114.                  |
| 237                   | Maximiliano Richeze (ARG)   | 148.                  |

| Vini Zabù-KTM THR | Vini Zabù-KTM THR          | Vini Zabù-KTM THR |
| ----------------- | -------------------------- | ----------------- |
| Num               | Ciclista                   | Pos               |
| 241               | Luca Wackermann (ITA)      | DNF-7             |
| 242               | Marco Frapporti (ITA)      | 84.               |
| 243               | James Mitri (NZL)          | 137.              |
| 244               | Veljko Stojnić (SRB)       | 127.              |
| 245               | Riccardo Stacchiotti (ITA) | NP-8              |
| 246               | Giovanni Visconti (ITA)    | NP-8              |
| 247               | Edoardo Zardini (ITA)      | 136.              |

| AG2R La Mondiale ALM | AG2R La Mondiale ALM    | AG2R La Mondiale ALM |
| -------------------- | ----------------------- | -------------------- |
| Num                  | Ciclista                | Pos                  |
| 1                    | Mathias Frank (SUI)     | 52.                  |
| 2                    | Geoffrey Bouchard (FRA) | 34.                  |
| 3                    | Silvan Dillier (SUI)    | 66.                  |
| 4                    | Axel Domont (FRA)       | 70.                  |
| 5                    | Jaakko Hänninen (FIN)   | 23.                  |
| 6                    | Andrea Vendrame (ITA)   | 40.                  |
| 7                    | Larry Warbasse (USA)    | 17.                  |

| Alpecin-Fenix AFC | Alpecin-Fenix AFC                    | Alpecin-Fenix AFC |
| ----------------- | ------------------------------------ | ----------------- |
| Num               | Ciclista                             | Pos               |
| 11                | Mathieu van der Poel (NED) (estrada) | 45.               |
| 12                | Tim Merlier (BEL)                    | 147.              |
| 13                | Jonas Rickaert (BEL)                 | 106.              |
| 14                | Kristian Sbaragli (ITA)              | 96.               |
| 15                | Dries De Bondt (BEL)                 | 126.              |
| 16                | Otto Vergaerde (BEL)                 | 94.               |
| 17                | Louis Vervaeke (BEL)                 | 16.               |

| Androni Giocattoli-Sidermec ANS | Androni Giocattoli-Sidermec ANS   | Androni Giocattoli-Sidermec ANS |
| ------------------------------- | --------------------------------- | ------------------------------- |
| Num                             | Ciclista                          | Pos                             |
| 21                              | Nicola Bagioli (ITA)              | DNF-3                           |
| 22                              | Davide Gabburo (ITA)              | 53.                             |
| 23                              | Luca Pacioni (ITA)                | DNF-4                           |
| 24                              | Simon Pellaud (SUI)               | 132.                            |
| 25                              | Jhonatan Restrepo (COL)           | 124.                            |
| 26                              | Kevin Rivera (CRC)                | DNF-1                           |
| 27                              | Josip Rumac (CRO) (estrada e CRI) | 80.                             |

| Astana AST | Astana AST                         | Astana AST |
| ---------- | ---------------------------------- | ---------- |
| Num        | Ciclista                           | Pos        |
| 31         | Jakob Fuglsang (DEN)               | 14.        |
| 32         | Alex Aranburu (ESP)                | 43.        |
| 33         | Manuele Boaro (ITA)                | DNF-7      |
| 34         | Fabio Felline (ITA)                | 86.        |
| 35         | Yuriy Natarov (KAZ)                | 112.       |
| 36         | Óscar Rodríguez Garaicoechea (ESP) | 31.        |
| 37         | Aleksandr Vlasov (RUS)             | 5.         |

| Bahrain McLaren TBM | Bahrain McLaren TBM       | Bahrain McLaren TBM |
| ------------------- | ------------------------- | ------------------- |
| Num                 | Ciclista                  | Pos                 |
| 41                  | Dylan Teuns (BEL)         | 49.                 |
| 42                  | Phil Bauhaus (GER)        | NP-3                |
| 43                  | Iván García Cortina (ESP) | 115.                |
| 44                  | Heinrich Haussler (AUS)   | 123.                |
| 45                  | Mark Padun (UKR)          | DNF-3               |
| 46                  | Hermann Pernsteiner (AUT) | 20.                 |
| 47                  | Jan Tratnik (SLO)         | 69.                 |

| Bardiani CSF Faizanè BCF | Bardiani CSF Faizanè BCF | Bardiani CSF Faizanè BCF |
| ------------------------ | ------------------------ | ------------------------ |
| Num                      | Ciclista                 | Pos                      |
| 51                       | Giovanni Carboni (ITA)   | 68.                      |
| 52                       | Giovanni Lonardi (ITA)   | 151.                     |
| 53                       | Fabio Mazzucco (ITA)     | 122.                     |
| 54                       | Umberto Orsini (ITA)     | DNF-4                    |
| 55                       | Francesco Romano (ITA)   | 97.                      |
| 56                       | Daniel Savini (ITA)      | DNF-5                    |
| 57                       | Alessandro Tonelli (ITA) | 77.                      |

| Bora-Hansgrohe BOH | Bora-Hansgrohe BOH     | Bora-Hansgrohe BOH |
| ------------------ | ---------------------- | ------------------ |
| Num                | Ciclista               | Pos                |
| 61                 | Rafał Majka (POL)      | 3.                 |
| 62                 | Pascal Ackermann (GER) | 133.               |
| 63                 | Maciej Bodnar (POL)    | 129.               |
| 64                 | Matteo Fabbro (ITA)    | 29.                |
| 65                 | Patrick Konrad (AUT)   | 33.                |
| 66                 | Paweł Poljański (POL)  | 50.                |
| 67                 | Rüdiger Selig (GER)    | DNF-4              |

| CCC Team CCC | CCC Team CCC               | CCC Team CCC |
| ------------ | -------------------------- | ------------ |
| Num          | Ciclista                   | Pos          |
| 71           | William Barta (USA)        | 41.          |
| 72           | Pavel Kochetkov (RUS)      | 36.          |
| 73           | Víctor de la Parte (ESP)   | 15.          |
| 74           | Łukasz Wiśniowski (POL)    | DNF-7        |
| 75           | Szymon Sajnok (POL)        | NP-8         |
| 76           | Nathan Van Hooydonck (BEL) | 85.          |
| 77           | Georg Zimmermann (GER)     | 73.          |

| Cofidis COF | Cofidis COF             | Cofidis COF |
| ----------- | ----------------------- | ----------- |
| Num         | Ciclista                | Pos         |
| 81          | Piet Allegaert (BEL)    | 104.        |
| 82          | Dimitri Claeys (BEL)    | 74.         |
| 83          | Nathan Haas (AUS)       | 90.         |
| 84          | Fabio Sabatini (ITA)    | 143.        |
| 85          | Kenneth Vanbilsen (BEL) | 134.        |
| 86          | Julien Vermote (BEL)    | 83.         |
| 87          | Attilio Viviani (ITA)   | 145.        |

| Deceuninck-Quick Step DQT | Deceuninck-Quick Step DQT | Deceuninck-Quick Step DQT |
| ------------------------- | ------------------------- | ------------------------- |
| Num                       | Ciclista                  | Pos                       |
| 91                        | Davide Ballerini (ITA)    | 79.                       |
| 92                        | Stijn Steels (BEL)        | 131.                      |
| 93                        | Iljo Keisse (BEL)         | 120.                      |
| 94                        | James Knox (GBR)          | 7.                        |
| 95                        | Fausto Masnada (ITA)      | 6.                        |
| 96                        | Florian Sénéchal (FRA)    | 81.                       |
| 97                        | Bert Van Lerberghe (BEL)  | 99.                       |

| EF Pro Cycling EF1 | EF Pro Cycling EF1     | EF Pro Cycling EF1 |
| ------------------ | ---------------------- | ------------------ |
| Num                | Ciclista               | Pos                |
| 101                | Michael Woods (CAN)    | 8.                 |
| 102                | Jonathan Caicedo (ECU) | 59.                |
| 103                | Simon Clarke (AUS)     | 108.               |
| 104                | Lawson Craddock (USA)  | 128.               |
| 105                | Ruben Guerreiro (POR)  | 39.                |
| 106                | Magnus Cort (DEN)      | NP-8               |
| 107                | Tanel Kangert (EST)    | 25.                |

| Gazprom-RusVelo GAZ | Gazprom-RusVelo GAZ   | Gazprom-RusVelo GAZ |
| ------------------- | --------------------- | ------------------- |
| Num                 | Ciclista              | Pos                 |
| 111                 | Igor Boev (RUS)       | 140.                |
| 112                 | Marco Canola (ITA)    | DNF-7               |
| 113                 | Imerio Cima (ITA)     | DNF-7               |
| 114                 | Denis Nekrasov (RUS)  | 21.                 |
| 115                 | Ivan Rovny (RUS)      | 95.                 |
| 116                 | Alexey Rybalkin (RUS) | DNF-6               |
| 117                 | Simone Velasco (ITA)  | 82.                 |

| Groupama-FDJ GFC | Groupama-FDJ GFC        | Groupama-FDJ GFC |
| ---------------- | ----------------------- | ---------------- |
| Num              | Ciclista                | Pos              |
| 121              | Anthony Roux (FRA)      | 61.              |
| 122              | Kilian Frankiny (SUI)   | 27.              |
| 123              | Olivier Le Gac (FRA)    | 58.              |
| 124              | Bruno Armirail (FRA)    | 18.              |
| 125              | Romain Seigle (FRA)     | DNF-5            |
| 126              | Benjamin Thomas (FRA)   | 55.              |
| 127              | Tobias Ludvigsson (SWE) | 75.              |

| Israel Start-Up Nation ISN | Israel Start-Up Nation ISN   | Israel Start-Up Nation ISN |
| -------------------------- | ---------------------------- | -------------------------- |
| Num                        | Ciclista                     | Pos                        |
| 131                        | Matthias Brändle (AUT) (CRI) | 152.                       |
| 132                        | Alexander Cataford (CAN)     | 72.                        |
| 133                        | Davide Cimolai (ITA)         | NP-8                       |
| 134                        | Alex Dowsett (GBR) (CRI)     | 144.                       |
| 135                        | Daniel Navarro (ESP)         | 26.                        |
| 136                        | Guy Sagiv (ISR) (estrada)    | 139.                       |
| 137                        | Rick Zabel (GER)             | 119.                       |

| Lotto-Soudal LTS | Lotto-Soudal LTS         | Lotto-Soudal LTS |
| ---------------- | ------------------------ | ---------------- |
| Num              | Ciclista                 | Pos              |
| 141              | Adam Hansen (AUS)        | 138.             |
| 142              | Kobe Goossens (BEL)      | 107.             |
| 143              | Carl Fredrik Hagen (NOR) | 48.              |
| 144              | Matthew Holmes (GBR)     | 63.              |
| 145              | Nikolas Maes (BEL)       | 111.             |
| 146              | Stefano Oldani (ITA)     | 100.             |
| 147              | Florian Vermeersch (BEL) | 118.             |

| Mitchelton-Scott MTS | Mitchelton-Scott MTS          | Mitchelton-Scott MTS |
| -------------------- | ----------------------------- | -------------------- |
| Num                  | Ciclista                      | Pos                  |
| 151                  | Simon Yates (GBR)             | 1.                   |
| 152                  | Edoardo Affini (ITA)          | 121.                 |
| 153                  | Brent Bookwalter (USA)        | 67.                  |
| 154                  | Jack Haig (AUS)               | 10.                  |
| 155                  | Lucas Hamilton (AUS)          | 32.                  |
| 156                  | Michael Hepburn (AUS)         | 117.                 |
| 157                  | Cameron Meyer (AUS) (estrada) | 92.                  |

| Movistar Team MOV | Movistar Team MOV       | Movistar Team MOV |
| ----------------- | ----------------------- | ----------------- |
| Num               | Ciclista                | Pos               |
| 161               | Davide Villella (ITA)   | 24.               |
| 162               | Juan Diego Alba (COL)   | 101.              |
| 163               | Héctor Carretero (ESP)  | 78.               |
| 164               | Matteo Jorgenson (USA)  | 46.               |
| 165               | Sergio Samitier (ESP)   | 51.               |
| 166               | Eduardo Sepúlveda (ARG) | 44.               |
| 167               | Albert Torres (ESP)     | 150.              |

| NTT Pro Cycling NTT | NTT Pro Cycling NTT          | NTT Pro Cycling NTT |
| ------------------- | ---------------------------- | ------------------- |
| Num                 | Ciclista                     | Pos                 |
| 171                 | Louis Meintjes (RSA)         | 12.                 |
| 172                 | Carlos Barbero (ESP)         | 98.                 |
| 173                 | Samuele Battistella (ITA)    | 110.                |
| 174                 | Victor Campenaerts (BEL)     | 93.                 |
| 175                 | Benjamin Dyball (AUS)        | 103.                |
| 176                 | Enrico Gasparotto (SUI)      | 42.                 |
| 177                 | Amanuel Gebrezgabihier (ERI) | 47.                 |

| Ineos Grenadiers IGD | Ineos Grenadiers IGD      | Ineos Grenadiers IGD |
| -------------------- | ------------------------- | -------------------- |
| Num                  | Ciclista                  | Pos                  |
| 181                  | Geraint Thomas (GBR)      | 2.                   |
| 182                  | Rohan Dennis (AUS)        | 87.                  |
| 183                  | Edward Dunbar (IRL)       | NP-4                 |
| 184                  | Chris Froome (GBR)        | 91.                  |
| 185                  | Filippo Ganna (ITA) (CRI) | 116.                 |
| 186                  | Tao Geoghegan Hart (GBR)  | 30.                  |
| 187                  | Salvatore Puccio (ITA)    | 62.                  |

| Jumbo-Visma TJV | Jumbo-Visma TJV           | Jumbo-Visma TJV |
| --------------- | ------------------------- | --------------- |
| Num             | Ciclista                  | Pos             |
| 191             | Pascal Eenkhoorn (NED)    | 57.             |
| 192             | Paul Martens (GER)        | 65.             |
| 193             | Christoph Pfingsten (GER) | 35.             |
| 194             | Timo Roosen (NED)         | 71.             |
| 195             | Mike Teunissen (NED)      | 102.            |
| 196             | Jos van Emden (NED) (CRI) | 89.             |
| 197             | Maarten Wynants (BEL)     | 88.             |

| Team Sunweb SUN | Team Sunweb SUN        | Team Sunweb SUN |
| --------------- | ---------------------- | --------------- |
| Num             | Ciclista               | Pos             |
| 201             | Michael Matthews (AUS) | 54.             |
| 202             | Alberto Dainese (ITA)  | 146.            |
| 203             | Chris Hamilton (AUS)   | 37.             |
| 204             | Jai Hindley (AUS)      | 13.             |
| 205             | Wilco Kelderman (NED)  | 4.              |
| 206             | Sam Oomen (NED)        | 11.             |
| 207             | Martijn Tusveld (NED)  | 56.             |

| Total Direct Énergie TDE | Total Direct Énergie TDE | Total Direct Énergie TDE |
| ------------------------ | ------------------------ | ------------------------ |
| Num                      | Ciclista                 | Pos                      |
| 211                      | Niki Terpstra (NED)      | 125.                     |
| 212                      | Jonathan Hivert (FRA)    | 105.                     |
| 213                      | Lorrenzo Manzin (FRA)    | 113.                     |
| 214                      | Adrien Petit (FRA)       | 135.                     |
| 215                      | Julien Simon (FRA)       | 141.                     |
| 216                      | Rein Taaramäe (EST)      | DNF-4                    |
| 217                      | Dries Van Gestel (BEL)   | 64.                      |

| Trek-Segafredo TFS | Trek-Segafredo TFS       | Trek-Segafredo TFS |
| ------------------ | ------------------------ | ------------------ |
| Num                | Ciclista                 | Pos                |
| 221                | Vincenzo Nibali (ITA)    | 19.                |
| 222                | Julien Bernard (FRA)     | 60.                |
| 223                | Gianluca Brambilla (ITA) | 9.                 |
| 224                | Alex Kirsch (LUX)        | NP-6               |
| 225                | Koen de Kort (NED)       | 142.               |
| 226                | Antonio Nibali (ITA)     | 76.                |
| 227                | Pieter Weening (NED)     | 38.                |

| UAE Team Emirates UAD | UAE Team Emirates UAD       | UAE Team Emirates UAD |
| --------------------- | --------------------------- | --------------------- |
| Num                   | Ciclista                    | Pos                   |
| 231                   | Fernando Gaviria (COL)      | 130.                  |
| 232                   | Mikkel Bjerg (DEN)          | 109.                  |
| 233                   | Rui Costa (POR) (estrada)   | 28.                   |
| 234                   | Sergio Henao (COL)          | 22.                   |
| 235                   | Juan Sebastián Molano (COL) | 149.                  |
| 236                   | Aleksandr Riabushenko (BLR) | 114.                  |
| 237                   | Maximiliano Richeze (ARG)   | 148.                  |

| Vini Zabù-KTM THR | Vini Zabù-KTM THR          | Vini Zabù-KTM THR |
| ----------------- | -------------------------- | ----------------- |
| Num               | Ciclista                   | Pos               |
| 241               | Luca Wackermann (ITA)      | DNF-7             |
| 242               | Marco Frapporti (ITA)      | 84.               |
| 243               | James Mitri (NZL)          | 137.              |
| 244               | Veljko Stojnić (SRB)       | 127.              |
| 245               | Riccardo Stacchiotti (ITA) | NP-8              |
| 246               | Giovanni Visconti (ITA)    | NP-8              |
| 247               | Edoardo Zardini (ITA)      | 136.              |